# Rotes Höhenvieh
Als Rotes Höhenvieh werden seit 1984 einige alte, robuste einfarbig rote Hausrindrassen zusammengefasst, die in den Mittelgebirgen von Niedersachsen bis Bayern sowie in Polen und Tschechien vorkamen und nur knapp dem Aussterben entgangen sind. 

## Beschreibung

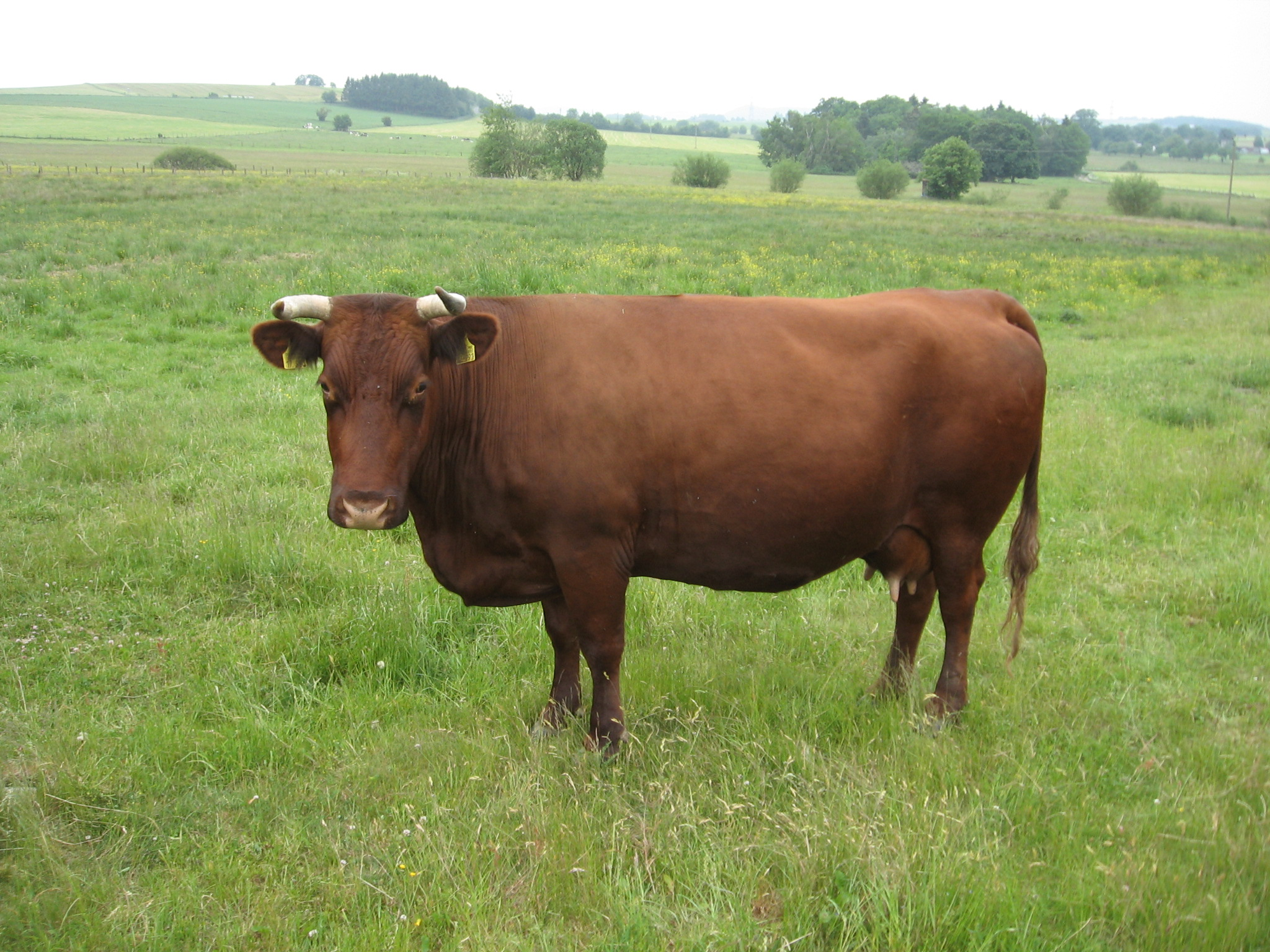
Rotes Höhenvieh

Die Haarfarbe ist rot, rotbraun bis dunkelbraun. Das Rote Höhenvieh war eine typische robuste und widerstandsfähige Mittelgebirgsrasse, die auf die Kelten zurückgeht. In älterer Literatur wird die Rasse auch als Keltenvieh bezeichnet. Neben Robustheit wurden und werden der Rasse Genügsamkeit und Fruchtbarkeit, gute Konstitution, Langlebigkeit, Leichtkalbigkeit und gute Muttereigenschaften zugeschrieben sowie eine hervorragende Fleischqualität.
Die Kühe haben bei einer Widerristhöhe von 130 bis 140 cm ein Gewicht von ca. 500 bis 700 kg, die Bullen bei der Widerristhöhe von 135 bis 145 cm ein Gewicht von 750 bis 950 kg.
Das Rote Höhenvieh war aber ein klassisches Dreinutzungsrind. Es lieferte Milch sowie Fleisch und leistete Spanndienste zum Pflügen, Ziehen von Wagen und sogar zum Holzrücken, weshalb sich Minderleistungen in der Milch- und Fleischleistung ergaben; gegenüber auf Milch- oder Fleischproduktion spezialisierte Leistungsrassen war es nicht konkurrenzfähig.

Bilder vom Roten Höhenvieh
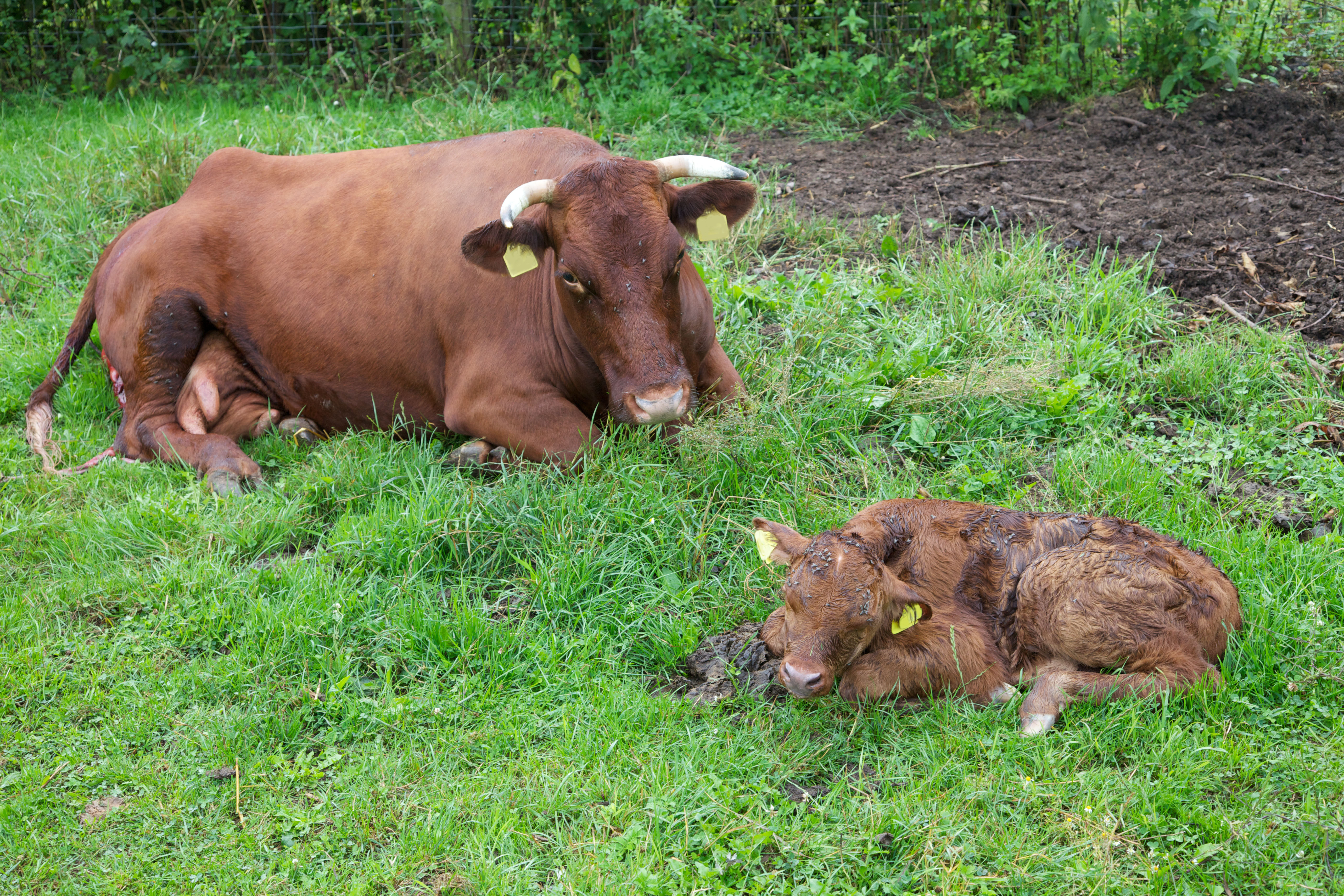
Neugeborenes Kalb
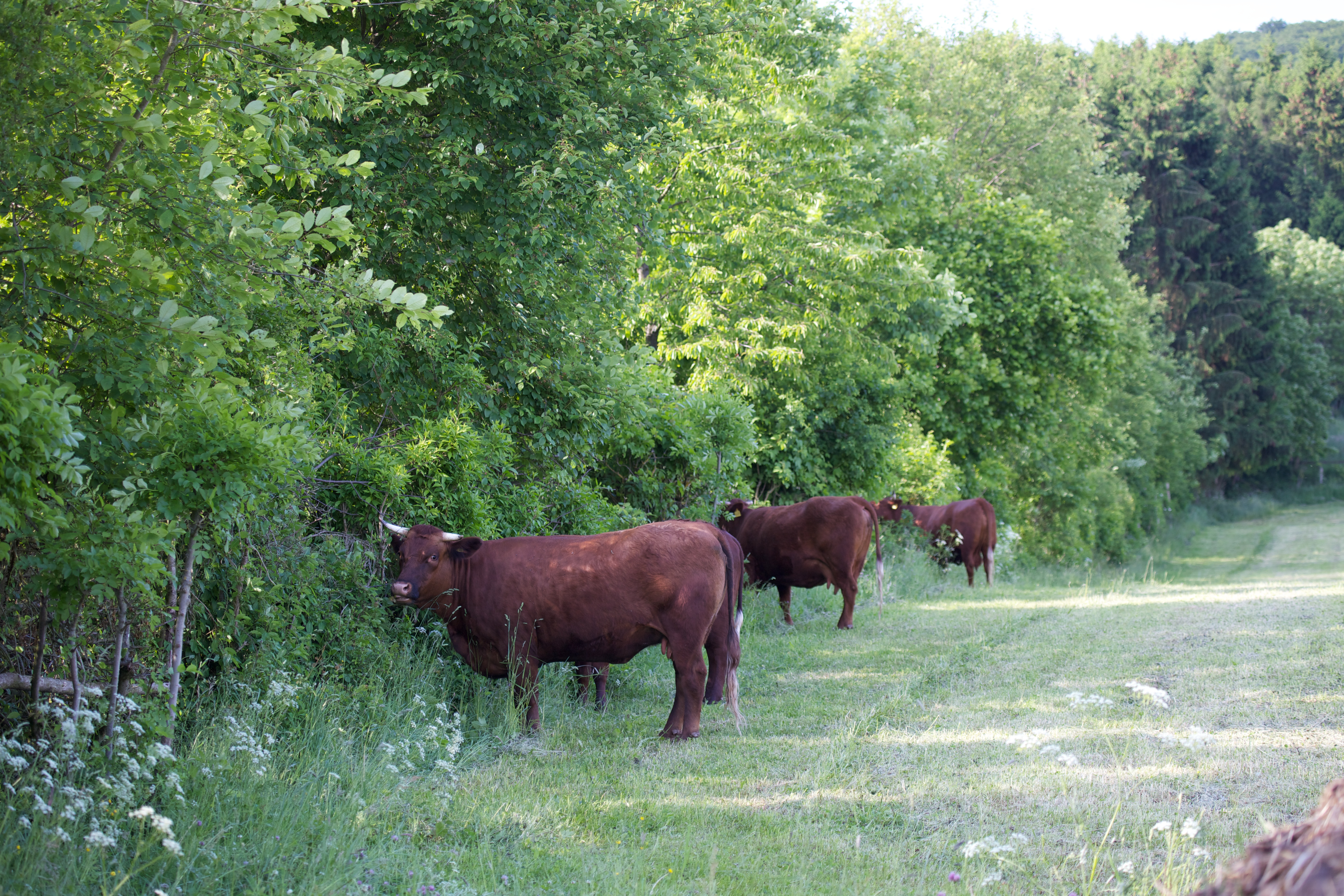
Landschaftspflege
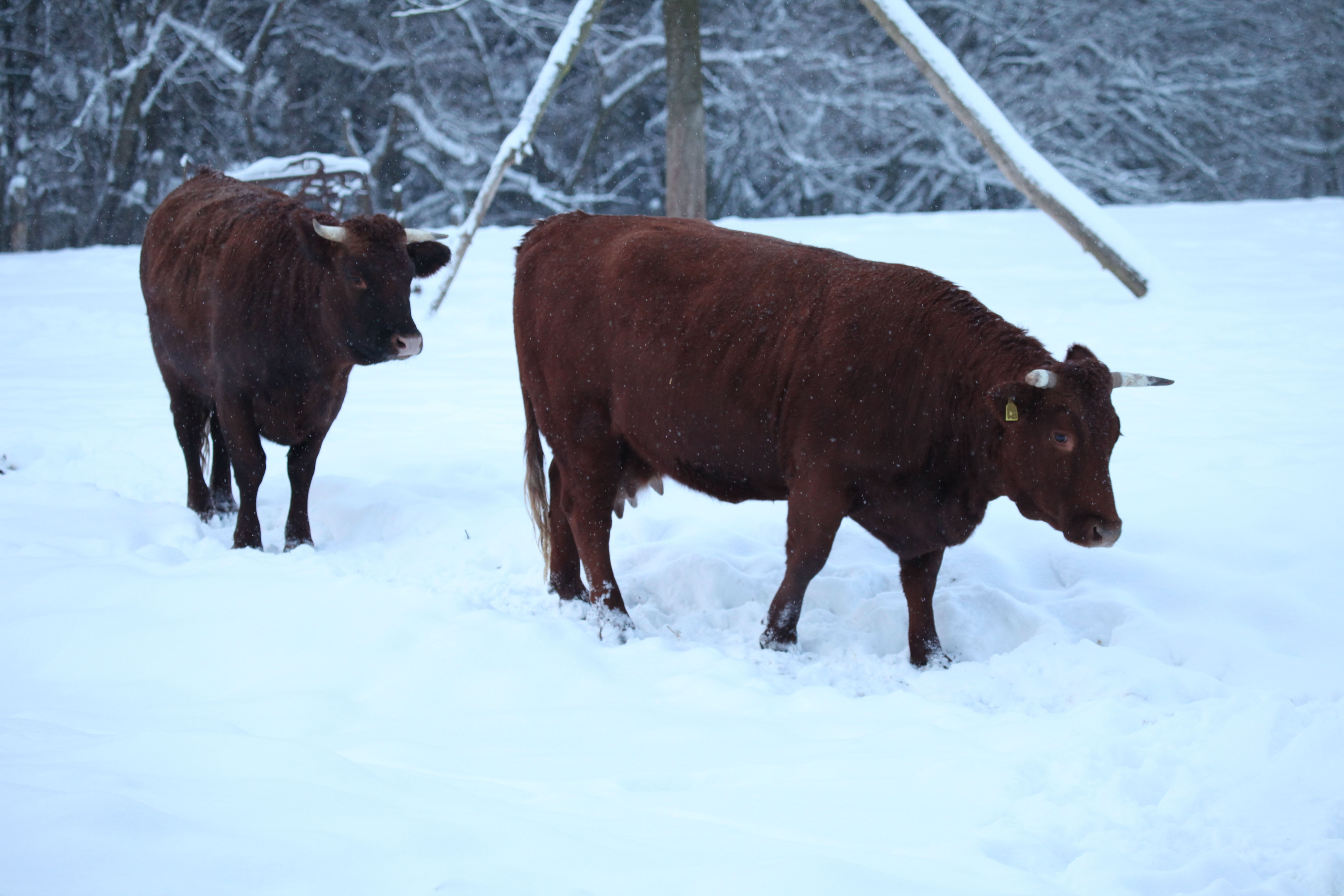
Winterfest
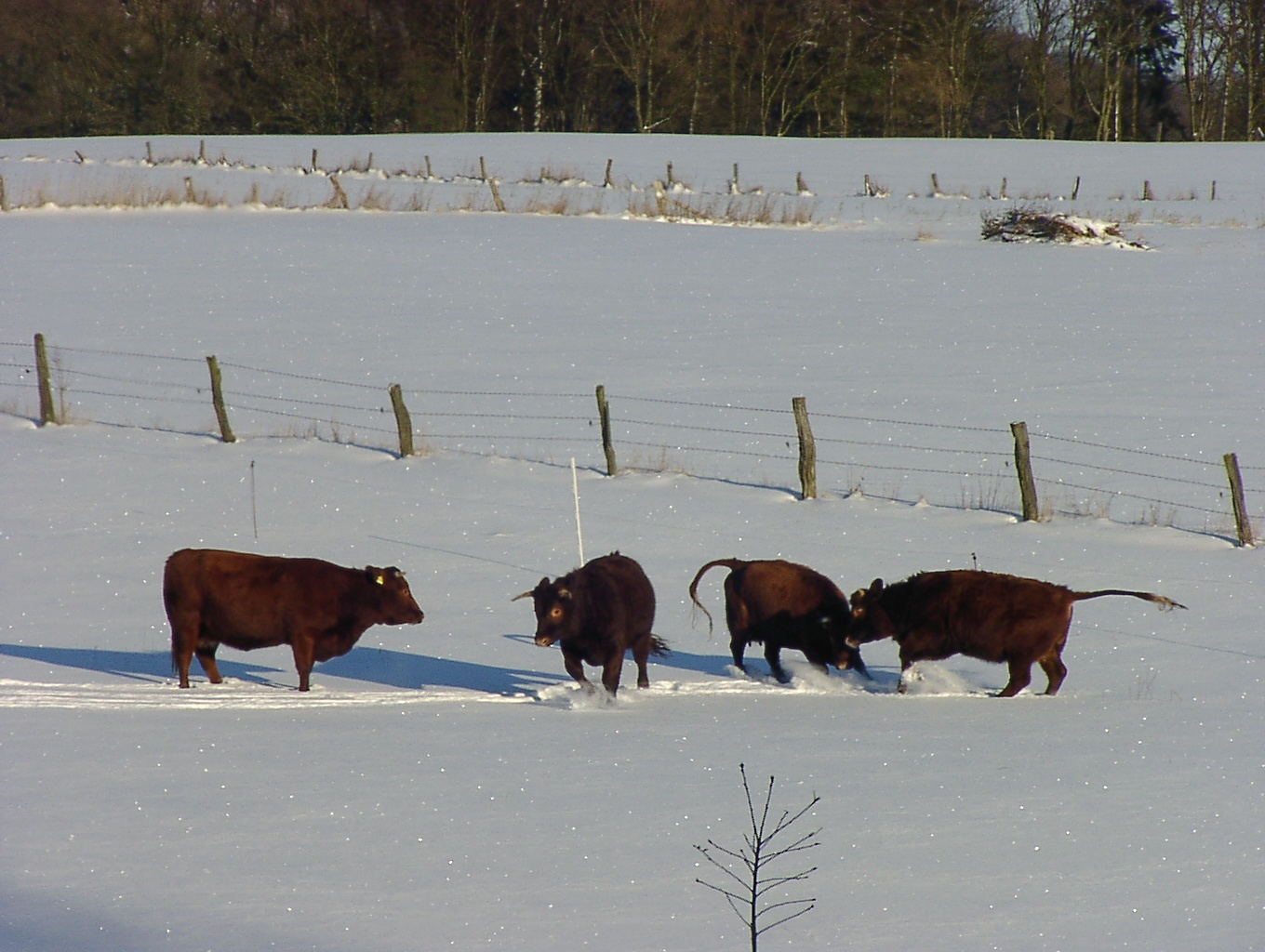
Winterspaß
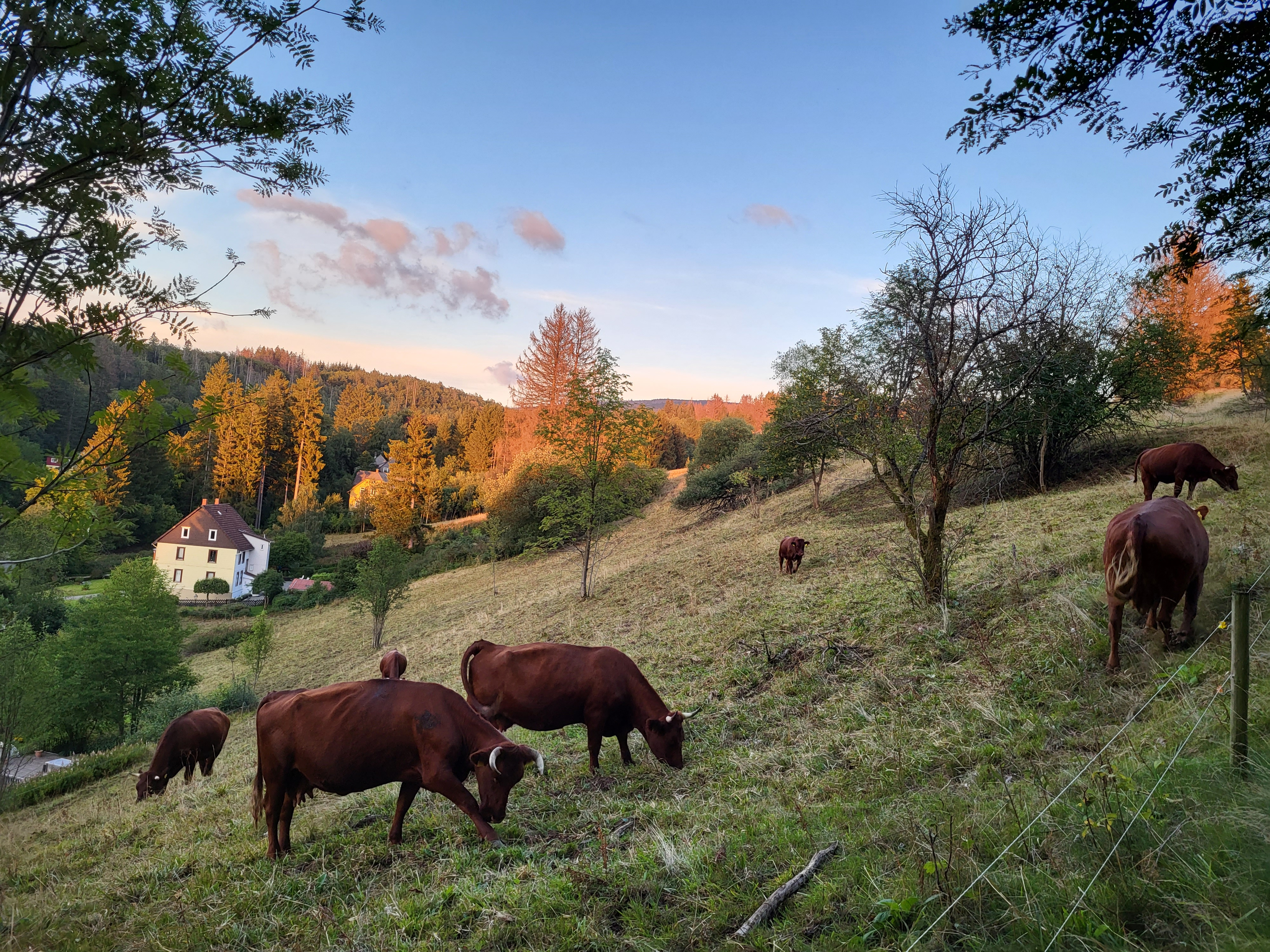
Rotes Höhenvieh auf Bergwiesen
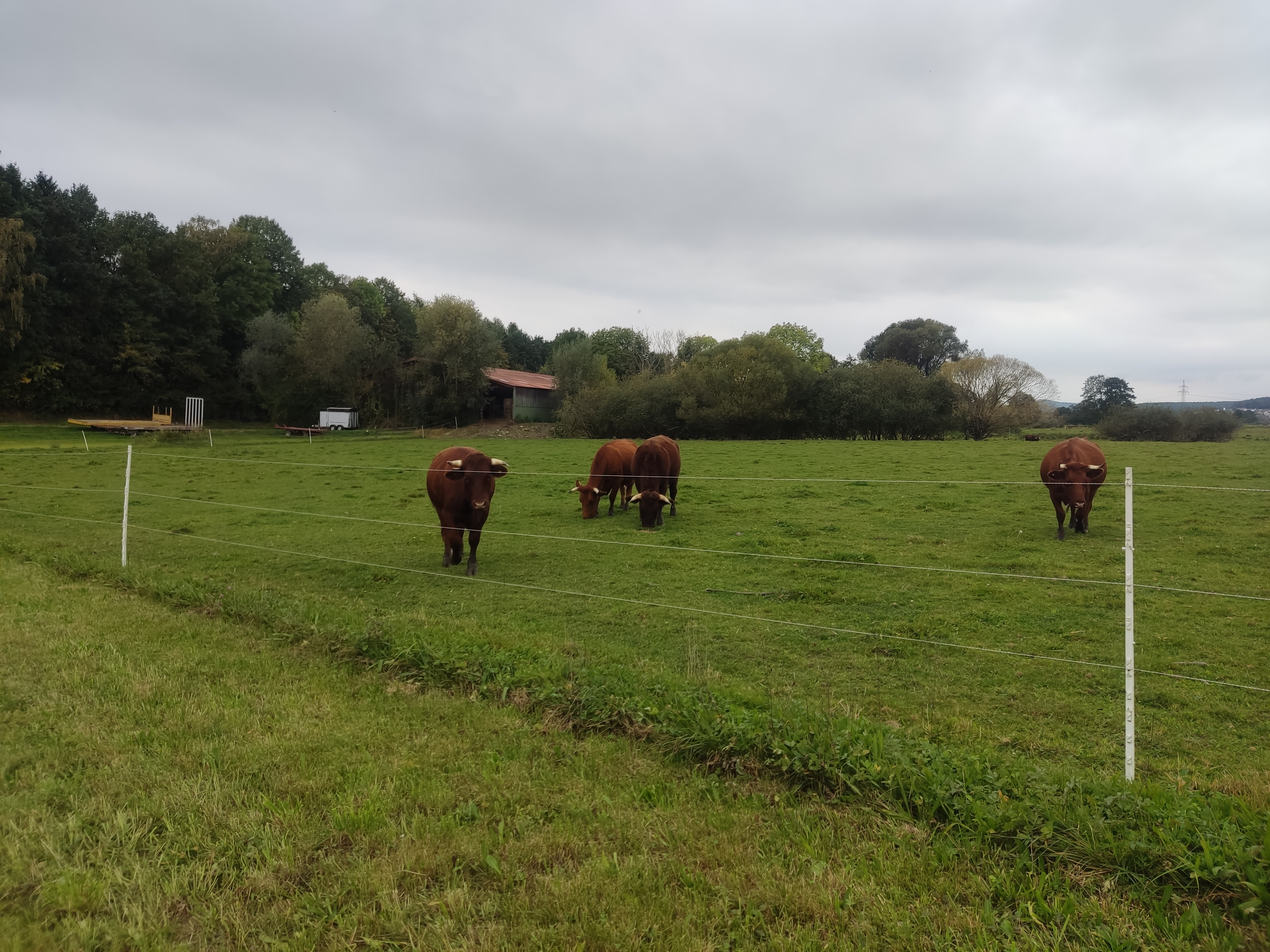
Im Naturschutzgebiet Regentallaue

## Zur Geschichte der Rasse
Die Intensivierung der Tierhaltung und Züchtung führte zu einer Verdrängung des Roten Höhenviehs seit den 1930er Jahren. Durch Einkreuzung des ebenfalls einfarbig roten Angler Rindes, eines roten Niederungsviehs, erhöhte man die Milchleistung. Der letzte reinrassige Höhenviehbulle wurde bis 1964 zur Zucht eingesetzt. Reinrassige Tiere gibt es heute nicht mehr. In Deutschland dominieren heute das hochgezüchtete Rot- und Schwarzbunte Milchvieh sowie verschiedene Fleischrinderrassen.
Seit den 1980er Jahren kümmern sich Vereine um den Erhalt dieser alten Rinderrassen, auch als Genreserve zur weiteren Rinderzucht. Da die Erhaltung der einzelnen Rassen wegen der geringen Populationsgröße nicht möglich war, fasste man deren Restbestände zusammen.
Schläge, die zum Roten Höhenvieh führten, sind, wobei die genaue Liste von Autor zu Autor differiert:
Rhönvieh, Bayrisches Rotvieh, Harzer Rotvieh, Odenwälder Rotvieh, Schlesisches Rotvieh, Sechsämtervieh, Taunusschlag, Vogelsberger Rind, Vogtländer Rotvieh, Waldecker Rind, Wittgensteiner Rotvieh, Westerwälder Rotvieh.
Seit den 1990er Jahren wird die Rasse als „Rotes Höhenvieh“ wieder in mehreren Herdbüchern deutscher Züchtervereinigungen geführt.  Die Rasse wird heute vorwiegend in der Mutterkuhhaltung und in der Landschaftspflege (siehe „Beweidungsprojekte“) eingesetzt. Die Tiere sind genügsam und deshalb auch in für die Weidehaltung sonst wenig geeigneten Gebieten einsetzbar. Die Tiere liefern ein qualitativ hervorragendes Fleisch.

## Bestandsentwicklung und Gefährdung
Die Zahl der weiblichen Zuchttiere betrug 1997 nur 377 und die der männlichen 10, während es im Jahr 2023 bei den weiblichen 2.431 und bei den männlichen 150 waren.
Das Rote Höhenvieh steht 2024 auf der Vorwarnstufe der Roten Liste gefährdeter Nutztierrassen der Gesellschaft zur Erhaltung alter und gefährdeter Haustierrassen (GEH). Die GEH hat einen Betreuer für diese Rinderrasse berufen.
Das Rote Höhenvieh wurde 1997 von der GEH zur „Gefährdeten Nutztierrasse des Jahres“ erklärt. Seit dem Jahre 1984 wird mit dieser Auswahl von der GEH auf diejenigen heimischen Nutztiere hingewiesen, die es wegen der Agrarbiodiversität zu erhalten gilt, um diese genetische Reserve auch zukünftig zur Verfügung zu haben.